# Амадей Чо
Амадей Чо (англ. Amadeus Cho) — супергерой з коміксів американського видавництва Marvel Comics. Вперше з’явився в Amazing Fantasy #15 у січні 2005 року. Персонаж був створений американським сценаристом Ґреґом Паком і канадським художником Такеші Міядзавою. Відомий як один із найрозумніших людей на планеті, Чо — корейсько-американський підліток, який часто з’являється в коміксах, присвячених Месникам, зокрема історіях про Галка або Геракла.
Амадей Чо є підлітком, якому лише 19 років, але він уже заробив репутацію генія. У серії The Totally Awesome Hulk #1 (2015) він стає новим Галком, замінивши Брюса Беннера. На відміну від Беннера, який сприймав свої здібності як тягар, Чо насолоджується новою силою. Як і його попередниця Дженніфер Волтерс/Жінка-Галк, Амадей зберігає більшість своїх інтелектуальних здібностей і емоційний контроль у трансформованому вигляді. Після того як його особистість майже була витіснена Галком, Чо знову здобуває контроль і набуває нової форми — М'яз.

## Історія публікацій
Амадей Чо був уперше представлений у 2005 році в коміксі Amazing Fantasy (Том 2) #15, створений Ґреґом Паком і Такеші Міядзавою. Після появи він отримав значну роль у сюжетній арці World War Hulk та став головним персонажем у серії The Incredible Hercules. Пізніше він очолив власну мінісерію Heroic Age: Prince of Power. У грудні 2015 року, в межах події All-New, All-Different Marvel, розпочалась серія The Totally Awesome Hulk, в якій Чо виступає головним героєм. Сценарій написав Ґреґ Пак, а художником виступив Френк Чо. У березні 2025 року було анонсовано, що персонаж увійде до складу головних героїв мінісерії Imperial, написаної Джонатаном Гікманом з художниками Федеріко Вічентіні та Ібаном Коельйо. А в травні 2025 року вийшов спеціальний випуск Amadeus Cho 0th Anniversary Special #1, присвячений 20-річчю персонажа. Спецвипуск створили автори-першотворці Пак і Міядзава, а також художники Крі Лі та Джетро Моралес.

## Альтернативні версії

### Marvel Zombies Return
У Marvel Zombies Return Чо з’являється епізодично в альтернативному зомбі-світі.

### Marvel Zombies 5
У Marvel Zombies 5 він показаний як жертва майбутнього дистопічного світу, залежний від мильних опер у віртуальній реальності.

### Ultimate Marvel
В альтернативному всесвіті Ultimate Marvel він з’являється як підліток у Cataclysm: The Ultimates' Last Stand.

### Secret Wars
У Secret Wars (2015) присутні дві версії Чо: одна — колега Беннера з домену Ґрінленд, який гине, намагаючись знешкодити ґамма-бомбу; інша — молодий геній у команді Втікачів.

## Визнання
Амадей Чо отримав високу оцінку серед читачів і критиків. У 2019 році Comic Book Resources поставили його на 3-тє місце в списку «10 помічників героїв, які стали повноцінними героями». У 2021-му той самий ресурс визнав його найрозумнішим серед усіх помічників у Marvel.